# 能登部町
能登部町（のとべまち）は、石川県鹿島郡に存在した町。

## 地理
- 現在の中能登町中西部（旧鹿西町においては東部）。南東側は邑知地溝帯に沿う平野、北西側は丘陵部。町中心部と現在の上後山・下後山両地域とは、間に北東から南西にかけて通っている徳丸峠などの眉丈山系の丘陵によって隔たれている。
- 能登部上・能登部下は、間道として通った、七尾街道西往還沿いの街村として開けた。
- 河川: 長曽川

## 歴史
- 1580年（天正8年）- 当地一帯は長氏領となる。
- 1671年（寛文11年）- 当地一帯は加賀藩領となる。
- 1873年（明治6年）11月7日 - 能登部小学校創立。
- 1889年（明治22年）4月1日 - 町村制の施行により、鹿島郡能登部下村、徳丸村、上村、西馬場村、上村後山分及び能登部下村後山分を廃し、その区域をもって鹿島郡能登部村を設置する。
- 1898年（明治31年）4月24日 - 七尾鉄道（現・七尾線）が開通。村内に能登部駅開業。
- 1904年（明治37年）- 村内に、鹿島麻織物組合試験場を設置。
- 1934年（昭和9年）10月1日 - 鹿島郡能登部村を廃し、その区域をもって鹿島郡能登部町を設置する。
- 1956年（昭和31年）9月30日 - 鹿島郡能登部町及び金丸村を廃し、その区域をもって鹿島郡鹿西町を設置する。
  - 字上の名称は字能登部上に変更する。
  - 字上後山分の名称を字上後山に変更する。
  - 字能登部下後山分の名称を字下後山に変更する。
  - あとの3大字は鹿西町の大字に継承。

## 教育
- 組合立鹿西中学校（現・中能登町立鹿西中学校）
1947年（昭和22年）4月1日に小学校に併設されて開校された町立能登部中学校と、金丸村、鹿島路村の3中学校が統合し、1952年（昭和27年）10月31日に創立。
- 能登部町立能登部小学校（のち鹿西町立、2005年3月1日から1か月間のみ中能登町立。2005年4月1日に金丸小学校と統合し中能登町立鹿西小学校となる）
  - 能登部町立能登部小学校後山分校

## 交通
- 国鉄七尾線
  - 能登部駅
- 石川県道2号七尾羽咋線（現在の道路）

## 産業
- 織物業
  - 安部屋縮
  - 安部屋晒
  - 徳丸縮